# Kleinbahn Philippsheim–Binsfeld
Kleinbahn Philippsheim–Binsfeld – rozebrana, wąskotorowa linia kolejowa o długości 8,1 km w Niemczech (Nadrenia-Palatynat) o rozstawie szyn 750 mm, łącząca Philippsheim z Binsfeld.

## Historia

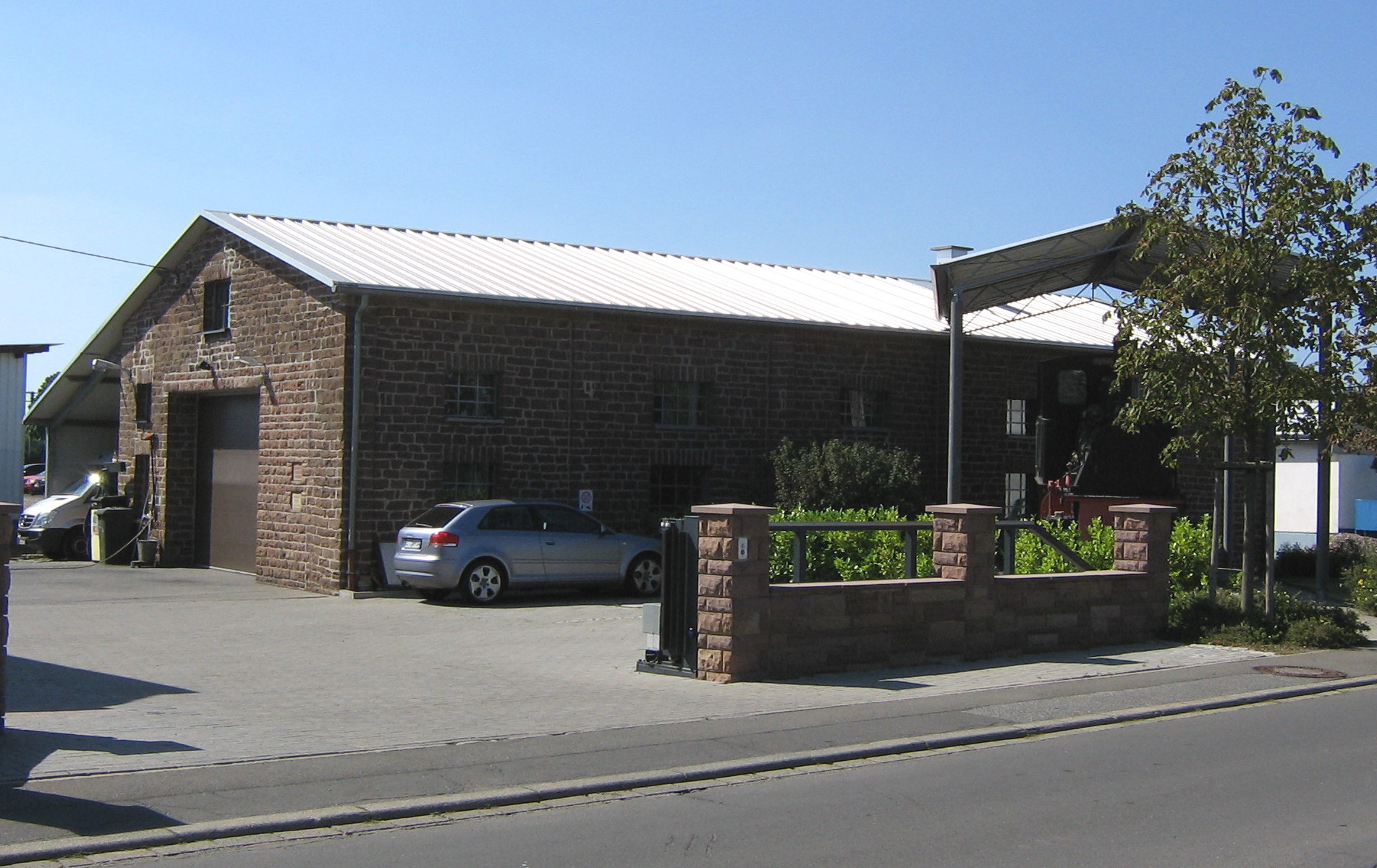
Dawna lokomotywownia w Binsfeld

Kolej została uruchomiona 6 maja 1900 przez Deutsche Kleinbahngesellschaft AG. Początkowo jej jedynym celem działalności był transport gliny i cegieł z regionu Binsfeld do stacji stycznej, normalnotorowej Philippsheim, położonej na km 139,2 linii Eifelbahn łączącej Trewir z Kolonią. Transport pozostałych towarów oraz osób stanowił marginalną działalność kolei. Dla pasażerów dostępne były dwa wagony motorowe. Przed I wojną światową na trasie codziennie kursowały cztery pary pociągów, potem tylko dwie w dni powszednie. Średnio pociąg pasażerski jechał po tej trasie około 35 minut. Pierwsze zawieszenie ruchu miało miejsce w 1936. Wkrótce po drugiej wojnie światowej ruch pasażerski wznowiono na krótko w 1946 przebudowanymi wagonami towarowymi. W latach 1947–1948 linię pokonywały trzy pary pociągów, jednak we wtorek, piątek i niedzielę nie było ruchu w ogóle. W letnim rozkładzie jazdy z 1950 w dni powszednie zawarta była tylko jedna para pociągów późnym popołudniem. Ostatecznie ruch zamknięto we wrześniu 1949. Wzrost przewozów odnotowano w 1950 wraz z budową lotniska Sił Powietrznych Stanów Zjednoczonych w Spangdahlem. W tym celu dobudowano odcinek o długości 1,5 km dla dostaw cementu, ale po zakończeniu budowy bazy został on rozebrany. Ruch towarowy trwał jeszcze do zamknięcia wyrobisk gliny i ustania pracy cegielni. Likwidacja linii nastąpiła w 9 sierpnia 1965. Tabor wyprzedano. Linia została zdemontowana w 1970.

## Przebieg
Linia zaczynała się na stacji Philippsheim i prowadziła doliną rzeki Kyll w kierunku wschodnim na płaskowyż, gdzie kończyła się w wiosce Binsfeld, w której mieszkało w czasach budowy kolei około 760 osób.

## Pozostałości
Po taborze kolei zachowały się dwie lokomotywy parowe. Jedna, utrzymana w dobrym stanie, stanowi zabytek-pomnik w Binsfeld, druga służyła na Rugii (Rügensche Kleinbahn) i powróciła do Muzeum Lokomotywowni Gerolstein w 2009. Podczas budowy lotniska dla Amerykanów w 1950, na krótko przybyła na linię lokomotywa spalinowa i jeden dodatkowy parowóz, które prawdopodobnie po zakończeniu budowy zostały zezłomowane.
Począwszy od 2010 na dawnej trasie budowana była droga rowerowa. Zauważalnymi pozostałościami linii kolejowej jest most nad strumieniem i wyprofilowana skała w pobliżu Philippsheim.